# Fidżi na Letnich Igrzyskach Olimpijskich 1984
Fidżi na Letnich Igrzyskach Olimpijskich 1984, reprezentowało 14 sportowców w 22 dyscyplinach. Był to szósty start reprezentacji Fidżi na letnich igrzyskach olimpijskich.

## Judo
Mężczyźni
- Simione Kuruvoli - waga półśrednia - 20. miejsce
- Viliame Takayawa - waga półciężka - 18. miejsce

## Kolarstwo
Kobiety
- Kathlyn Ragg - wyścig indywidualny ze startu wspólnego - 32. miejsce

## Lekkoatletyka
Mężczyźni
- Inoke Bainimoli

100 metrów - odpadł w eliminacjach
200 metrów - odpadł w eliminacjach
- Joe Rodan - 400 metrów - odpadł w eliminacjach
- Albert Miller - dziesięciobój - nie ukończył

Kobiety
- Miriama Tuisorisori-Chambault

100 metrów - odpadła w eliminacjach
200 metrów - odpadła w eliminacjach

## Żeglarstwo
Mężczyźni
- Tony Philp - windsurfing - 33. miejsce
- David Ashby - Open Finn - 26. miejsce
- Bruce Hewett, Colin Philp - Klasa Tornado - 19. miejsce

## Pływanie
Mężczyźni
- Samuela Tupou

100 metrów st. dowolnym - 54. miejsce
200 metrów st. dowolnym - 46. miejsce
100 metrów st. motylkowym - 52. miejsce
200 metrów st. zmiennym - 34. miejsce
- Warren Sorby

100 metrów st. dowolnym - 57. miejsce
100 metrów st. grzbietowym - 40. miejsce
100 metrów st. motylkowym - 49. miejsce
200 metrów st. zmiennym - 39. miejsce
Kobiety
- Sharon Pickering

100 metrów st. dowolnym - 43. miejsce
200 metrów st. dowolnym - 35. miejsce
100 metrów st. grzbietowym - 29. miejsce
100 metrów st. motylkowym - 34. miejsce
200 metrów st. zmiennym - 26. miejsce